# Battaglia di Muster Green
La battaglia di Muster Green (detta anche battaglia di Haywards Heath) fu uno scontro che si svolse nella prima settimana di dicembre del 1642 presso Muster Green, nel West Sussex, in Inghilterra. Essa fu parte della prima guerra civile inglese, contrapponendo Realisti e Parlamentaristi.
Un esercito realista al comando del colonnello Edward Ford, Alto Sceriffo del Sussex, nel marciare da Chichester per assediare Lewes per conto di Carlo I d'Inghilterra, incontrò una piccola ma ben disciplinata armata parlamentarista comandata dal colonnello Herbert Morley presso Muster Green.
Dopo che i realisti ebbero sparato alcuni colpi a salve, la cavalleria di Morley ruppe le file dell'avanguardia realista e, con la fanteria che caricava simultaneamente, si tenne un combattimento corpo a corpo; dopo un'ora di combattimenti che portarono alla morte, al ferimento o alla prigionia 200 realisti,   la vittoria fu dei parlamentaristi, salvando così Lewes dall'assalto delle forze del re e respingendo nel contempo l'invasione del Sussex da parte di Ford.

## Antefatto
All'inizio della guerra il Sussex, a differenza di altre regioni inglesi, non sosteneva i realisti o i parlamentaristi in modo uniforme. Sebbene diversi storici abbiano sommariamente diviso la parte orientale del regno come "parlamentarista" e quella occidentale come "realista", vi erano delle differenziazioni, in particolare nelle aree urbane e in alcune aree di campagna. Ad esempio, a Chichester, la chiesa, la gentry e le classi più alte sostenevano chiaramente Carlo I, mentre la classe mercantile aveva espresso maggior favore per i parlamentaristi.
Divenne quindi ben presto chiaro che né i parlamentaristi né i realisti avrebbero preso il controllo del Sussex senza una vera e propria campagna militare. Il Sussex era una regione di notevole importanza strategica e industriale per entrambe le parti in guerra, dal momento che possedeva imponenti fonderie per cannoni, oltre ad una linea costiera a guardia della più breve via per raggiungere la Francia (potenzialmente fonte di traffico di armi, polvere da sparo, truppe e rifornimenti vari per i realisti). La vicinanza con la Francia poteva anche in extremis garantire una via di fuga al re in caso di sconfitta.
Quando il re si recò a Oxford nell'agosto del 1642 dopo aver levato il suo stendardo su Nottingham ed aver dato ufficialmente inizio alla prima guerra civile, andò nella parte settentrionale dell'Inghilterra, nelle Midlands, oltre che in Galles. Il Sussex era quindi una linea di frontiera (anche se il vicino Hampshire aveva dimostrato di preferire l'alleanza coi parlamentaristi, i realisti vi tenevano importanti fortezze come Portsmouth, Basing House, e Winchester). Edward Ford, il comandante realista nello scontro, aveva ottenuto, allo scoppio della guerra, il titolo di colonnello da Carlo I, il quale nel 1642 lo aveva pure nominato Alto Sceriffo del Sussex. Ford offrì a sua maestà "un migliaio di uomini per portare a compimento la conquista del Sussex" e iniziò a raccogliere fondi per la causa. Il 18 novembre 1642 Ford marciò col suo esercito dall'Hampshire verso il Sussex, dove attaccò Chichester per poi porre il proprio obiettivo su Lewes.

## Preludio
Ford decise che avrebbe guidato le sue forze ad est nel Sussex e avrebbe assediato la cittadina di Lewes per conto del re, giungendovi da nord. Per quale motivo Ford decise di adottare quella strategia, che prolungò la sua permanenza di marcia nel Sussex e gli impedì di cogliere pienamente di sorpresa il nemico non è dato a sapere, ma probabilmente lo fece per ingrandire ulteriormente il suo esercito  reclutando della milizia locale (perlopiù contadini) e per prepararsi adeguatamente all'assalto di Lewes. Ford accampò i suoi a 11 km a nordovest di Lewes presso Cuckfield. Nella prima settimana di dicembre guidò il suo esercito fuori da Cuckfield e continuò ad ovest verso l'obbiettivo.
L'area di Haywards Heath era molto diversa da come appare oggi (condizionata dall'arrivo della ferrovia nel 1841): all'epoca era composta da poche case e fattorie con molti campi coltivati. Al suo arrivo alla periferia di Haywards Heath, Ford ed il suo esercito incontrarono la resistenza di una piccola ma disciplinata forza parlamentare al comando del colonnello Herbert Morley, che li attendeva a Muster Green.

## La battaglia
L'esatta dimensione dell'esercito realista non è nota, ma si sa che Ford aveva fornito "un migliaio di uomini" al re e quindi è possibile che questo fosse il numero delle forze impiegate nello scontro. L'esercito parlamentare pure non diede il resoconto esatto degli uomini presenti nello scontro per quanto si abbia ragione di ritenere per definirsi "sovrastati dal numero dei nemici" dovessero esservi circa 250 uomini al servizio del parlamento. Ciò che all'armata di Ford mancava era però la disciplina degli uomini di Morley, fatto che si rivelò fondamentale per l'esito dello scontro. Ricerche successive hanno evidenziato come nessuna delle due fazioni possedesse artiglieria sul campo. La notizia della vittoria a Muster Green giunse a Londra l'8 dicembre con queste parole:
I parlamentaristi combatterono con "grande fierezza" un sanguinoso combattimento corpo a corpo, infliggendo pesanti perdite agli indisciplinati realisti; Morley inviò quindi delle riserve a completare la disfatta dell'armata di Ford. Il combattimento durò per un'ora circa, lasciando sul campo 200 realisti tra morti, feriti e prigionieri, mentre le perdite per i parlamentaristi sono sconosciute. Ford riuscì a radunare altre forze locali che però di fronte alla disfatta si dispersero nelle campagne circostanti; Ford e Thanet fuggirono ben presto con la loro cavalleria in direzione di Chichester, abbandonando la fanteria a sé stessa. La battaglia si concluse con la sconfitta dei realisti e i parlamentari impedirono così l'assedio di Lewes.

## Conseguenze

### Eventi successivi

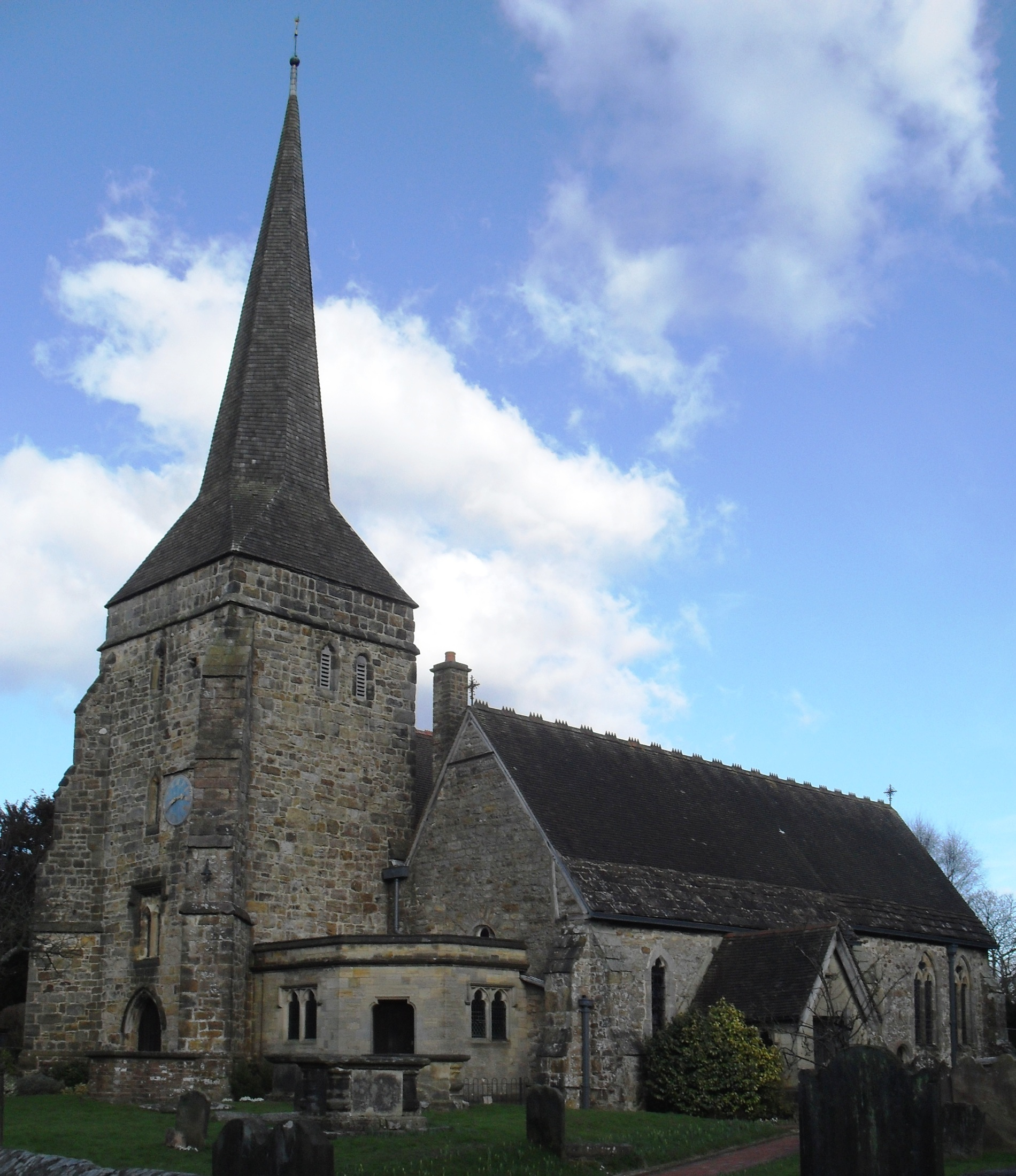
La St Margaret's Church di West Hoathly, dove si pensa si sia ritirato un gruppo di realisti dopo la battaglia

Dopo la battaglia, i realisti fuggirono, e le forze reclutate per ultimo si dispersero verso Ditchling, Hurstpierpoint e altri villaggi vicini. Ford, Thanet ed i loro ufficiali con la cavalleria al seguito "andarono in tutta fretta nella vicina Wissum [probabilmente Wiston ] verso la casa del conte", (questa era probabilmente Wiston House che venne poi occupata dalle forze parlamentariste) e quindi in direzione di Chichester, dove nel dicembre di quello stesso anno vennero assediati dai parlamentaristi al comando di Sir William Waller e fatti prigionieri dopo la resa del 27 dicembre. La notizia della vittoria dei parlamentaristi giunse a Londra l'8 dicembre.
Lo storico Philip Pavey ha ipotizzato che un gruppo di realisti potesse aver preso la direzione verso nordest, inseguito dai parlamentaristi, giungendo sino a 6 km da Muster Green, a West Hoathly. Secondo Pavey, quegli uomini avrebbero trovato rifugio nella locale St. Margaret Church dove sarebbero stati raggiunti dai colpi di moschetto dei parlamentaristi. Questo spiegherebbe i segni da impatto di pallettoni di piombo presenti ancora oggi nella pesante porta di legno della chiesa. Cosa ne fu dei realisti all'interno della chiesa non è noto.

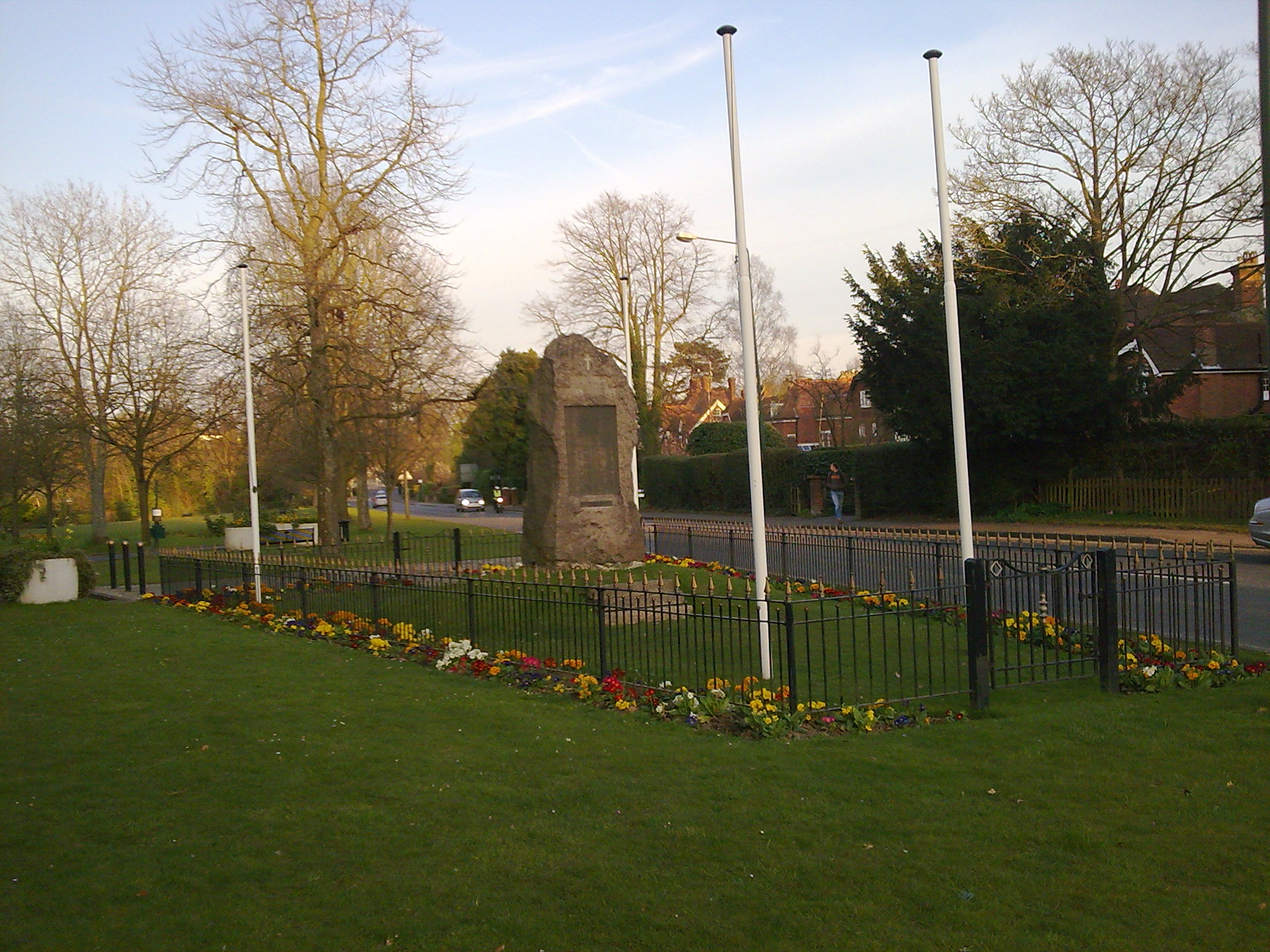
Il memoriale di Haywards Heath nel 2009, situato verso Muster Green, direzione da dove si avvicinarono i soldati di Ford

### Il sito della battaglia oggi
L'area attorno al sito della battaglia è molto cambiata dal 1642. Con l'arrivo della London & Brighton Railway nel 1841, Haywards Heath iniziò a urbanizzarsi notevolmente e Muster Green si vide ben presto accerchiata da nuove costruzioni. Attualmente, sul sito dello scontro, è stata mantenuta un'area verde che corrisponde al centro del campo di battaglia.